# Аварійне селище (Київ)
Аварі́йне се́лище — історична місцевість, колишнє селище в Дніпровському районі міста Києва. Відоме також під назвою Німецький квартал. Розташоване між вулицями Гната Хоткевича, Вінстона Черчилля, Олександра Лазаревського та Гетьмана Павла Полуботка.

## Історія
Згадане як Аварійний хутір у 1935 році у зв'язку з його включенням до новоствореного Дарницького району.
Селища Аварійне та повоєнний масив Соцмісто часто розглядають як єдине ціле, хоча це не так. Ці два масиви забудови зводились у різний час, вони мають принципово відмінну забудову.
Довоєнну житлову забудову селища Аварійне було повністю знищено восени 1943 року, тому при відбудові житлового фонду у повоєнний період виникла необхідність нової забудови для робітників ДШК та комбінату «Хімволокно». Роботи зі зведення нового житла здійснювалися силами німецьких військовополонених. Тому окрім серійних проєктів 1-207 (для гуртожитків) та 1-228 (для житлових будинків) зустрічаються будинки, що нагадують скоріше приміську забудову міст Німеччини 30-х років XX століття.
На початок 1950-х років було забудовано квартали селища — в межах вулиць Гетьмана Полуботка, Хоткевича, Черчилля та Лазаревського. 
Було споруджено близько 40 житлових та декілька громадських будівель, зокрема дитячий садок та лазню. Майже усі ці будинки датуються 1951 роком, хоча спорудження їх, треба розуміти, почалося трохи раніше, на межі 1940-1950-х років.
Більшість будівель було збудовано з цегли або шлакобетону, але декілька, зокрема на вулиці Юрія Поправки, 4 та Вінстона Черчилля, 41-А були збудовані з дерева та потиньковані зверху.
З часом було перероблено фасади будинків на вулиці Краківській, 25, 25-А, 32, Олександра Лазаревського, 19-А, Вінстона Черчилля, 35 та 43. З'явилися нові будинки — на вулицях Краківській, 22 та Олександра Лазаревського, 14.
До другої половини 2000-х років селище зберігало свій первісний вигляд. З 2008 року забудова селища зноситься задля зведення багатоповерхових житлових будинків. 
Упродовж 2008–2017 років було знесено 17 житлових будівель — у березні 2009 року знесено будинки 30, 34 по Краківській вулиці; 12, 14 по Гната Хоткевича;  41, 41-А та 43 по Вінстона Черчилля. 2010 року знесено будинки 12, 14 та 15, 2012 року - будинок 4 по вулиці Юрія Поправки. 2013 року знесено будинок 39/2 по Вінстона Черчилля вулиці. 2014 року знесено будинок 32 по Краківській вулиці та 6-А по Гната Хоткевича. У березні 2017 року було зруйновано будинки  27 та 29/8 по Краківській вулиці. 2004 року було знесено будівлю колишнього дитячого садочка на Краківській вулиці, 15. 2009 року було знесено колишню будівлю військового призначення на вулиці Юрія Поправки, 19-А. 2010 року зруйновано занедбаний корпус лікарні на вулиці Гетьмана Павла Полуботка, 36-А.
На березень 2017 року у межах Аварійного селища існує 22 житлових та 3 громадських будівлі, зведених у 1-й половині 1950-х років. Також у межах кварталів існує 4 довоєнні будівлі, фасади яких було перероблено.
Забудова Аварійного селища належить до яскравих зразків архітектури початку 1950-х років, є яскравим прикладом повоєнної житлової забудови.

## Галерея

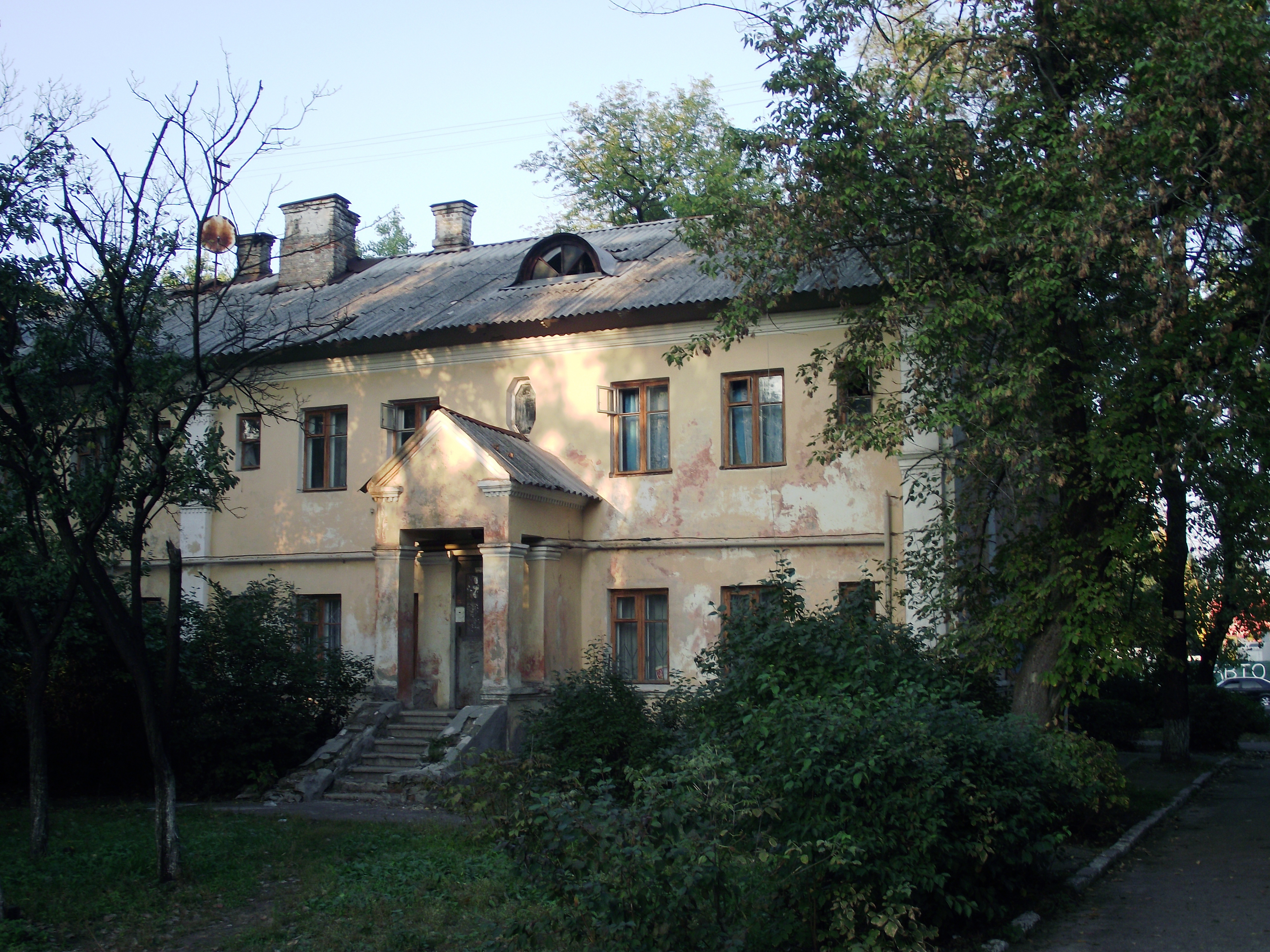
Вулиця Гната Хоткевича, 6
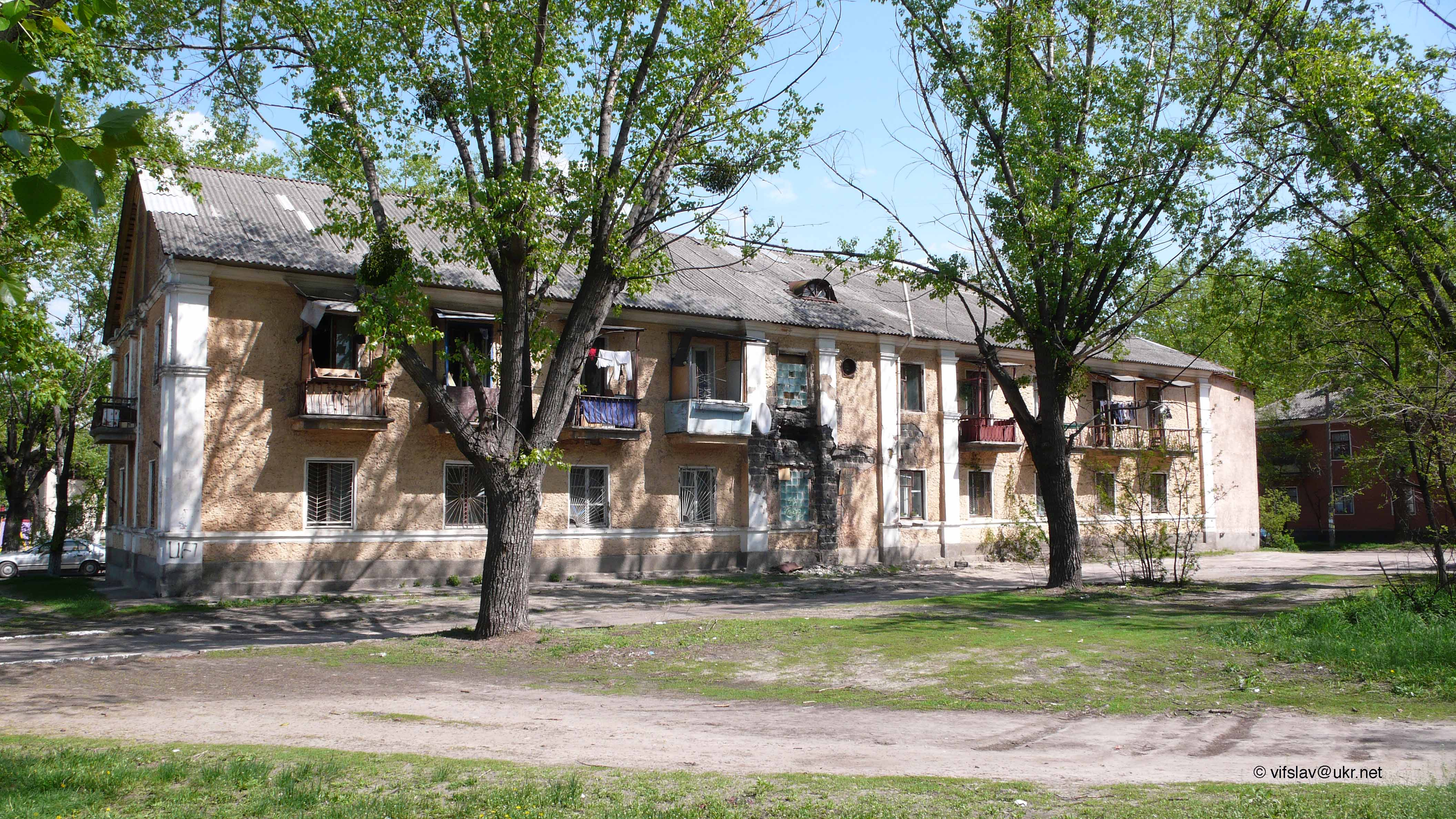
Вулиця Гетьмана Павла Полуботка, 44
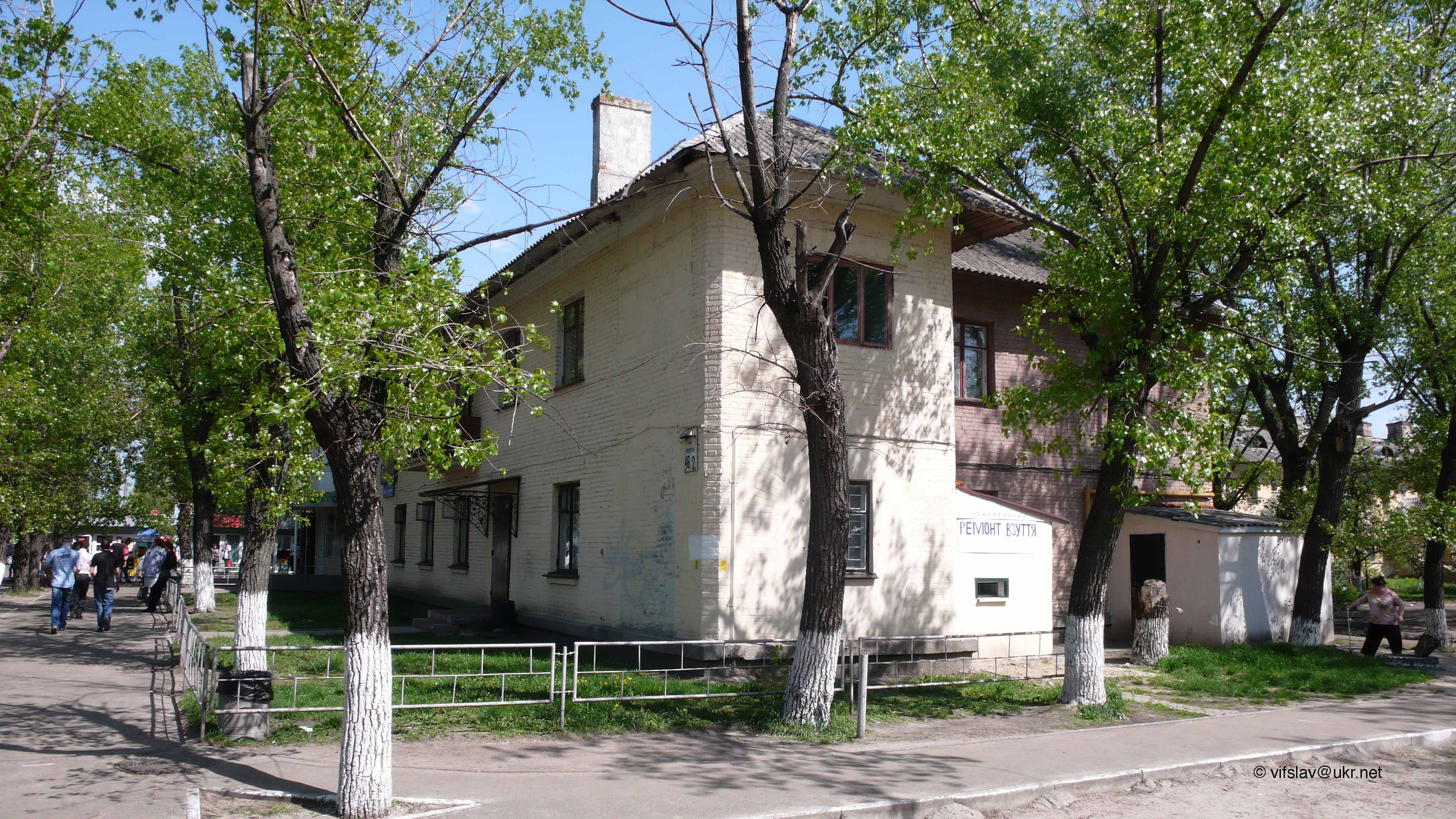
Вулиця Гетьмана Павла Полуботка, 46/2
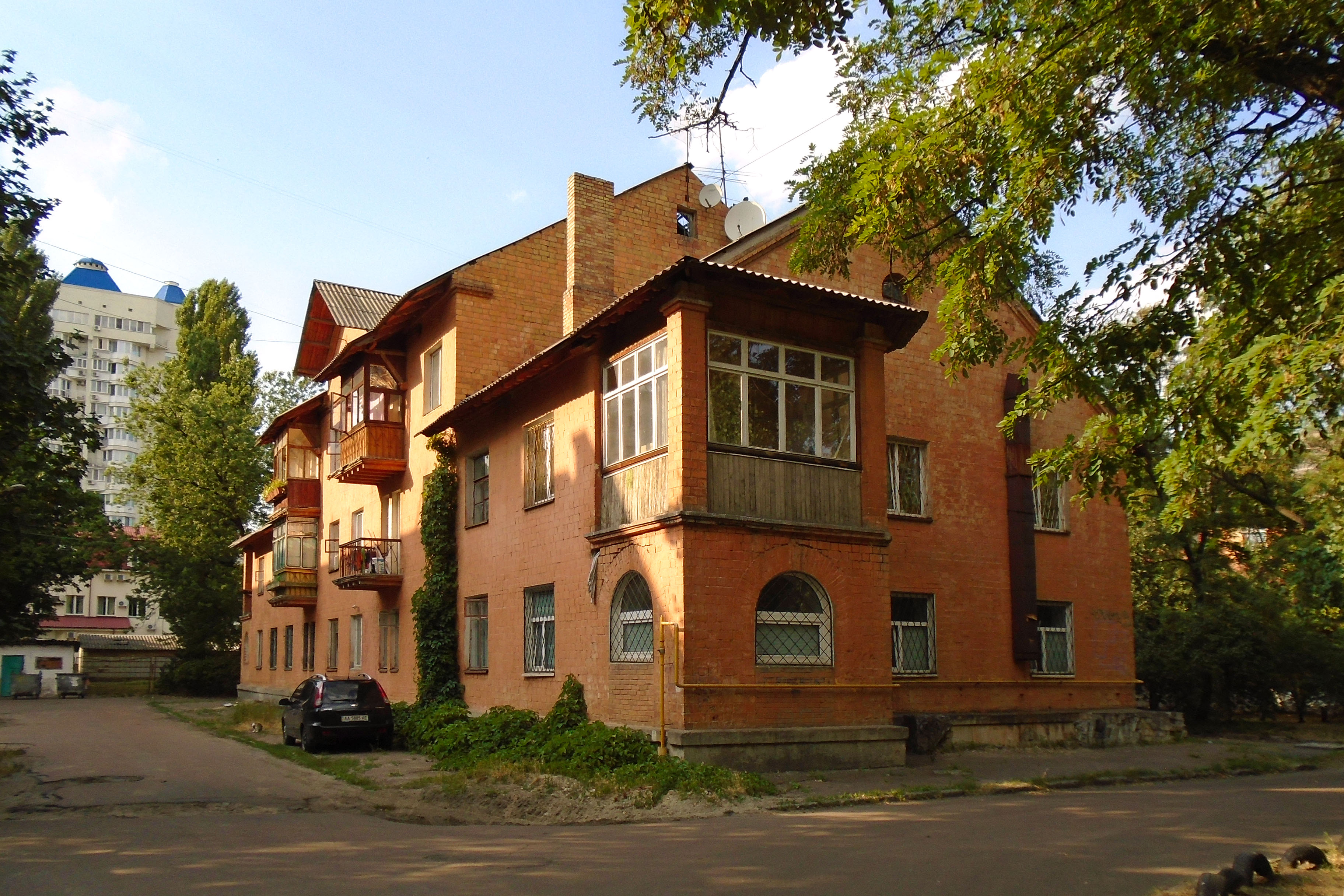
Вулиця Олександра Лазаревського, 14-А
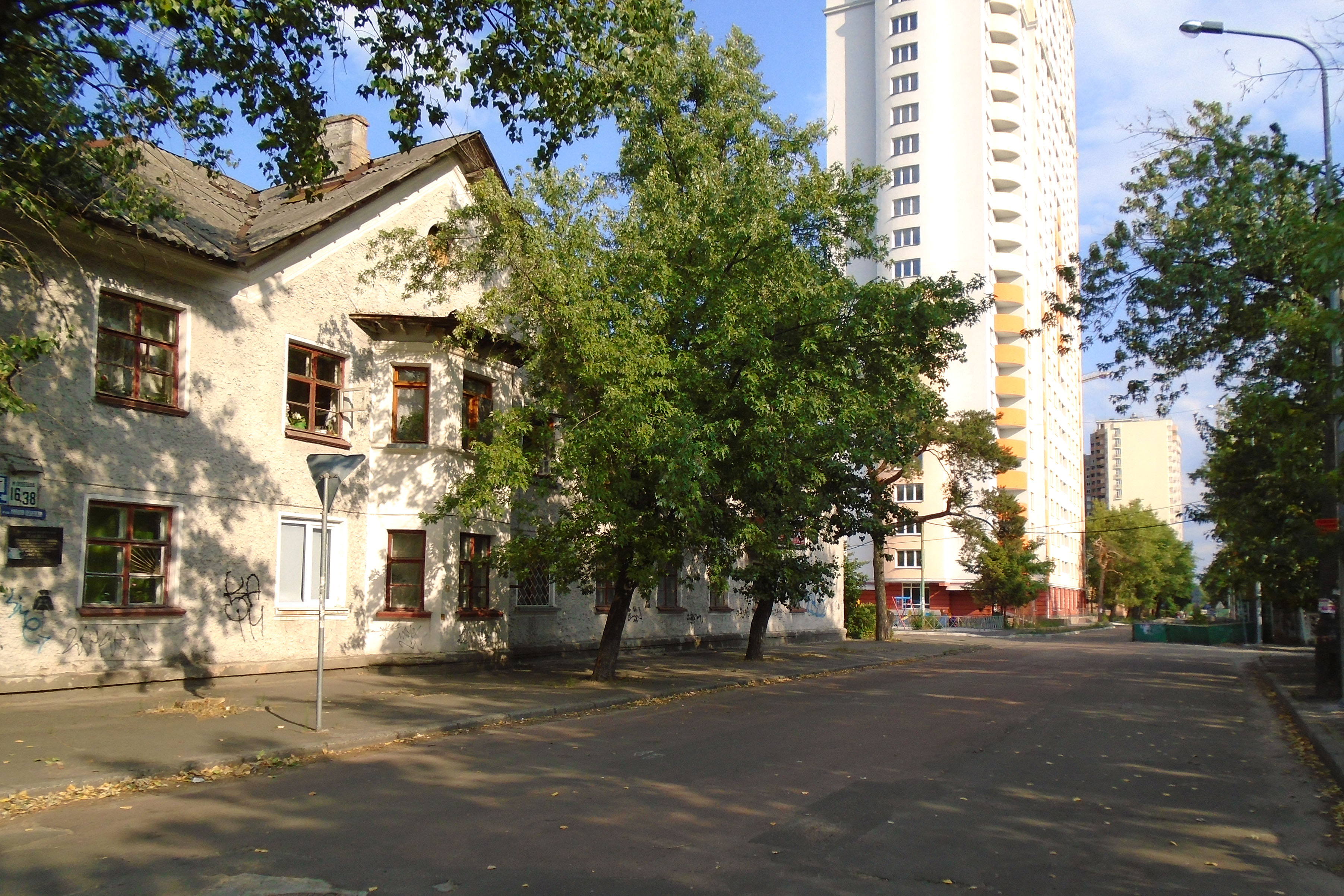
Стара та нова забудова вулиці Юрія Поправки